# Saw
Saw és una pel·lícula australianoestatunidenca de terror de 2004 dirigida per James Wan i protagonitzada per Tobin Bell, Shawnee Smith, Leigh Whannell, Cary Elwes i Danny Glover. La trama de la pel·lícula va ser concebuda per James Wan, mentre que Whannell va escriure el guió. És el primer lliurament de la sèrie de pel·lícules Saw.
La història de la pel·lícula gira entorn de dos homes que es desperten segrestats i encadenats en un bany industrial en ruïnes. A continuació, segueixen unes instruccions donades a través d'una gravadora: han de matar l'altre home de la sala, ja que és l'única «norma» del «joc». Mentrestant, els detectius de la policia han d'investigar i tractar de detenir la persona que hi ha darrere del repte. La pel·lícula va ser projectada per primera vegada el 19 de gener de 2004, al Festival de Cinema de Sundance, on va rebre moltes crítiques positives. Gairebé vuit mesos després, en el Toronto International Film Festival el 18 de setembre de 2004. Es va estrenar als cinemes dels Estats Units el 29 d'octubre de 2004, i a Austràlia el 2 de desembre de 2004. La pel·lícula va ser classificada originalment com NC-17 per la violència gràfica que conté, encara que després d'haver estat lleugerament reeditada, va ser posada en lliure circulació amb una qualificació R [4]. Alguns crítics van denunciar la pel·lícula sencera com res més que una "pel·lícula de tabac barat", mentre que altres van elogiar el seu estil visual i la van qualificar com una pel·lícula de veritable por, com "esgarrifosa" i "aterridora". Al cap i a la fi, Saw va ser un èxit de taquilla. La pel·lícula es va doblar al català.

## Argument
Adam desperta en una banyera plena d'aigua. En un dels seus peus està lligat el tap i en aixecar-se, el treu, causant que una clau se'n vagi pel desguàs. En el lloc hi ha algú més, que encén els llums, permetent a Adam veure que està encadenat a una canonada en un molt brut bany industrial subterrani. Enfront d'ell i en la seva mateixa situació, hi ha el doctor Lawrence Gordon.
Enmig de la cambra, a una gran distància dels protagonistes, hi ha un cadàver amb un tret al cap, una gravadora a la mà dreta i una pistola a l'esquerra. Aviat descobreixen que en les seves butxaques tenen uns sobres amb els seus noms i uns cassets amb la paraula "reproduir-me" escrita en ells. El doctor Gordon té, a més, una bala i una clau, que no serveix per obrir les cadenes. Adam aconsegueix la gravadora del mort i reprodueix el casset. El missatge: Lawrence ha de matar a Adam abans de les sis de la tarda, o en cas contrari, la seva esposa i la seva filla seran assassinades i ells quedaran allà tancats fins a morir. El doctor Gordon creu que qui els va poder tancar allà és l'assassí del puzle, conegut com a Jigsaw i explica la següent història a Adam:
Feia cinc mesos, els detectius Tapp i Sing van trobar el cadàver d'un home, anomenat Paul, dins d'un filferro de pues amb ferides de talls. Una gravadora li deia que havia de trobar la sortida d'aquí a tres hores passant pels filferros, ja que feia temps s'havia intentat suïcidar tallant-se les venes, o quedaria tancat allà.
Poc després van trobar en una habitació fosca el cadàver calcinat d'una altra víctima, anomenada Mark, que va despertar amb un verí en les seves venes, l'antídot estava en una caixa forta. La combinació estava escrita a les parets, en les quals es trobaven centenars de noms, havent il·luminar amb una espelma, sense apropar al seu cos, ja que estava empastifat amb una substància inflamable. Mark va fallar. La detectiu Kerry va trobar un bolígraf a l'escena, amb les empremtes dactilars del Dr. Gordon.
Tapp i Sing porten a Gordon a la comissaria per interrogar-lo, considerant-lo innocent. Però abans de marxar, li fan escoltar el relat d'Amanda Young, l'única supervivent dels jocs. Ella es va despertar en una habitació amb una màquina sobre el seu cap. En una televisió un ninot ventríloc li va dir que la màquina li destrossaria la mandíbula en dos minuts, i que l'única clau per evitar-ho era a l'estómac del seu company de cel, que aparentment estava mort. Amanda va agafar un ganivet, però quan es va acostar va descobrir que l'home era viu. No obstant això, decideix salvar-se a ella mateixa i mata a l'home, esbudellant l'estómac. El ninot, muntat en un tricicle, li diu que moltes persones no valoraven la seva vida, però que ella no ho tornaria a fer. A la comissaria, Amanda diu a Tapp que era drogoaddicta i que estava agraïda perquè gràcies a Jigsaw i el seu joc, havia superat la seva addicció.
Novament al bany, Adam trenca accidentalment un mirall i descobreix després d'ell un objecte que conté una càmera de vídeo, usada pel segrestador de l'esposa i filla del doctor. Lawrence recorda que Diana, la seva filla, abans d'anar a dormir va veure un home que l'observava des de dins de l'armari. Però ell després va sortir de la casa i no va veure que succeïa, ja que va despertar en el bany. Allà, va treure la cartera i li va passar unes fotografies de la nena a Adam, que va dir que era bonica. Gordon li va dir que darrere hi havia una fotografia en què hi havia els tres, però allà en realitat hi havia una altra, en la qual la seva dona i la seva filla estan lligades i emmordassades, i una nota que deia: "La X marca el lloc del tresor. De vegades veus millor amb els ulls tancats ". Però Adam no li va mostrar la fotografia al seu company.
En veure el vídeo de la trampa d'Amanda a la comissaria, els detectius Tapp i Sing descobreixen una pista sobre on va ser filmada i es dirigeixen a una fàbrica abandonada de maniquís. Troben allà al ventríloc, una maqueta de la trampa del bany i un home anomenat Jeff, lligat a una cadira amb dos forats. En aquest moment entra Jigsaw a l'habitació i els detectius s'amaguen. Mentre Jigsaw parla amb Jeff, surten Tapp i Sing, però el primer va activar els forats, que en vint segons perforarien el cervell de la víctima. Sing buscava desesperadament la clau, mentre que Tapp el posava de genolls. Jigsaw va dir que estava malalt i que no podia agenollar-se, de manera que Sing va disparar als trepants. Llavors Jigsaw va prendre un ganivet i li va tallar el coll a Tapp. Sing el va perseguir, fins que en arribar al pis de sota li va disparar a l'esquena. Jigsaw es va deixar caure enganyant al detectiu, que en donar uns passos més va trepitjar un fil que va disparar quatre escopetes sobre el seu cap, matant-ho immediatament. Malgrat tot Tapp va aconseguir sortir amb vida de la fàbrica.
En el present, només queden tres hores als captius al bany. Lawrence cerca la X que deia el casset i Adam recordant la nota, li diu que apagui els llums. Descobreixen la X pintada a la paret amb pintura fosforescent. El doctor Gordon trenca la paret amb la serra i descobreix una caixeta, que obre amb la clau que va trobar en el sobre. Al seu interior hi ha dues cigarretes, un encenedor, un telèfon mòbil i una nota que li deia que no necessitava una arma per matar a Adam. Gordon tracta de cridar a la policia, però el telèfon només permet rebre trucades, no fer-les. Va recordar que li va passar una cosa així abans de ser segrestat a l'aparcament de l'hospital. Anava a trucar a l'oficina perquè li obrissin la porta. Després algú amb una màscara d'un porc li va segrestar i el va drogar.
Lawrence recorda que la gravació va dir que el cadàver a la cambra tenia verí a la sang. Per això la nota deia que no necessitava una arma: podia enverinar amb una cigarreta. Però Gordon, incapaç de fer una cosa així, apaga els llums i li diu al jove que s'apropi. Planeja untar una cigarreta amb la sang, canviar-lo per un de normal a la caixa i donar a Adam. Aquest simularia morir enverinat i així podrien sortir. Però quan es fa el mort, la seva cadena rep una descàrrega elèctrica. Els havien descobert.
Adam recorda que va ser segrestat mentre revelava unes fotografies al seu apartament (ja que era fotògraf). Li mostra llavors a Lawrence la foto de la seva família lligada i emmordassada. A l'estona, sona el telèfon i és l'esposa del doctor, qui li diu que no creï les mentides d'Adam. Quan Gordon l'interroga, Adam revela que va ser contractat per algú anomenat Bob, per fotografiar-lo per 200 dòlars la nit. A continuació li mostra les fotos que li va prendre aquesta nit i que havia trobat a la borsa amb les serres. Adam li diu que la nit anterior el va seguir fins a un hotel, on Lawrence enganyava la seva dona amb una estudiant de medicina del seu hospital. És a dir que Lawrence no va ser segrestat a l'aparcament d'un hospital, sinó d'un hotel. Va ser triat per Jigsaw per enganyar la seva dona i mentir.
Es descobreix que va ser Tapp qui va contractar a Adam per fotografiar el doctor, convençut que aquest era Jigsaw. Enmig de la discussió, tots dos observen que el temps ja se'ls va acabar. Ja havien passat les sis hores.
A casa de Gordon, el segrestador, en observar que el temps va expirar, apaga la càmera i pren la seva pistola disposat a cometre l'assassinat.
En una de les fotografies que Adam va prendre a Gordon quan sortia de casa, hi havia un home tret per la finestra. Quan pregunta al doctor si hi havia algú més a casa, ell contesta que no, de manera que ambdós dedueixen que ha de ser Jigsaw. En veure la fotografia, Gordon reconeix Zep Hindle, un infermer en el seu hospital. A casa, efectivament era Zep qui es disposava a matar Diana i Alison, a qui obliga a cridar el seu marit per dir-li que va fallar. Però ella havia aconseguit deslligar les mans i treu la pistola a Zep. Truca a Gordon, que es disculpa. Després intenta deslligar la seva filla, però Zep intenta treure-li la pistola i es produeixen trets, que Lawrence sent l'altre costat del telèfon.
Quan Tapp sent els trets, corre cap a la casa, disposat a atrapar Jigsaw. Mentrestant, Alison i Zep lluiten pel control de l'arma. Ella aconsegueix clavar unes tisores a la cama al mateix temps que entra l'exdetectiu. Les dones aconsegueixen escapar, alhora que Zap trenca un gerro al cap de Tap i fuig disposat a matar Gordon.
Al bany, el doctor havia estat electrocutat. Adam creu que va morir i comença a llançar unes pedretes, però Gordon desperta histèric i pàl·lid, maleint i cridant. El telèfon mòbil sona, però ell no és capaç d'agafar-lo. Llavors, desesperat es lliga la camisa al peu i se la posa a la boca. Pren la serra i comença a amputar-se el seu peu, fent cas a les súpliques i crits d'Adam.
Al carrer, Tapp persegueix Zep en els seus respectius vehicles, fins a arribar als túnels de les clavegueres de la ciutat. En els túnels l'ex detectiu arriba a Zep, però quan lluiten per la pistola, Zep llisca per sota i li dispara al pit, matant-lo. Al bany, Gordon s'arrossega fins a la pistola, que carrega amb la bala que va trobar en el sobre. Li va dir a Adam que havia de morir i li va disparar.
Mentrestant, veiem que la família de Gordon estava tranquil a casa seva, fent la denúncia a la policia. Afortunadament ja estaven fora de perill.
Llavors Zep Hindle entra al bany, dient que era massa tard i que havia de matar Lawrence. En aquest moment, Adam s'aixeca i el llença a terra: Lawrence només li havia disparat a l'espatlla. Adam li treu la pistola de les mans i li colpeja a la cara amb la tapa del vàter fins a matar-lo.
Gordon diu que anirà a demanar ajuda, tot i haver perdut molta sang. Adam busca una clau a les butxaques de Zep, trobant únicament una gravadora similar a la que ells ja tenien. Descobreix llavors que Jigsaw injectar a Zep un verí d'acció lenta a les venes, l'antídot donaria només si matava a la família de Gordon en cas que ell fallés la seva prova.
Llavors Adam descobreix que Zep no és Jigsaw, i contempla com el "cadàver" al mig de l'habitació s'aixeca. El mort era el mateix Jigsaw, que havia estat tot el temps supervisant i donant-los descàrregues elèctriques. Jigsaw era un pacient del doctor Gordon que patia càncer i al qual li quedaven pocs mesos de vida.
Jigsaw confessa a Adam que la clau de la seva cadena és a la banyera, i el fotògraf recorda un aparell lluminós que es va anar pel desguàs: la clau que obriria les cadenes. Adam intenta disparar amb la pistola de Zep, però aquest fa servir el comandament per donar-li una descàrrega elèctrica. Finalment, Adam crida de desesperació mentre veu com Jigsaw se'n va apagant els llums i dient la frase: "Fi del joc!".

## Repartiment
| Interpret             | Personatge               |
| --------------------- | ------------------------ |
| Leigh Whannell        | Adam Faulkner-Stanheight |
| Cary Elwes            | Dr. Lawrence Gordon      |
| Danny Glover          | Detectiu David Tapp      |
| Ken Leung             | Detectiu Steven Sing     |
| Mike Butters          | Paul                     |
| Dina Meyer            | Kerry                    |
| Paul Gutrecht         | Mark                     |
| Michael Emerson       | Zep Hindle               |
| Benito Martinez       | Brett                    |
| Makenzie Vega         | Diana Gordon             |
| Monica Potter         | Alison Gordon            |
| Ned Bellamy           | Jeff                     |
| Alexandra Bokyun Chun | Carla                    |
| Avner Garbi           | Pare                     |

## Producció
Leigh Whannell i James Wan estudiar audiovisuals a Melbourne Institute of Technology, on es van fer amics inseparables i somiaven fer una pel·lícula junts.
El 2002 van decidir posar fil a l'agulla i es van inventar una història per a una pel·lícula. Tots dos tenien clar que si volien cridar l'atenció necessitaven una història que resultés atractiva i impactant a ulls del públic, així que es van decidir per una història en la qual es desenvoluparan una sèrie d'assassinats en sèrie. A Leigh i James se'ls va ocórrer començar amb dos homes encadenats en un bany amb un cadàver al mig i sense saber què dimonis havia passat, així va néixer Saw. Una vegada van tenir la història Leigh va escriure el guió i el van enviar a diverses productores australianes, sense cap èxit.
El seu agent llavors va enviar el guió a un productor estatunidenc. Leigh i James es van decidir a jugar-se totes les cartes i ajuntant tots els diners que havia estalviat Leigh amb els seus treballs, i van rodar un curt de 8 minuts amb una de les escenes de la pel·lícula, dirigit per James i amb Leigh d'actor, recreant l'escena de la trampa de l'os. Van viatjar a Los Angeles a buscar fortuna, i la productora estatunidenca Evolution es va quedar impressionada amb el que va veure i els va donar una oportunitat. No només els va donar diners per seguir endavant, sinó que a més els va permetre mantenir James en la direcció i Leigh en el guió i actuació, i els va aconseguir a dos actors de renom com Cary Elwes, Dina Meyer i Danny Glover. Encara que al principi Saw anava a estrenar directament en videoclubs, la bona acollida que va rebre en els festivals de Sundance i Toronto va propiciar que es fes una estrena amb tots els luxes en el cinema, l'octubre del 2004, aconseguint un gran èxit.

## Saw: El videojoc
Saw és un videojoc de tipus survival horror amb elements de videojoc d'acció. Zombie Studios s'encarrega de desenvolupar i serà distribuït per Konami. El joc està preparat per a llançar-se en les consoles PlayStation 3 i Xbox 360, amb contingut descarregable per a la versió de Microsoft Windows. És una adaptació de la franquícia Saw, i va ser llançat el 6 octubre de 2009 a Amèrica del Nord. El joc està llest per llançar-se al mateix temps que Saw VI, encara que les línies de la història estan totalment separades.
El Joc va ser anunciat oficialment per Brash Entertainment, que després va donar els drets per problemes financers. Això va permetre a Konami recollir els drets de publicació per al joc només unes setmanes més tard. El joc, ara sota el control de Konami, està sent dissenyat per ser un joc de terror com Silent Hill, entre d'altres. Konami planeja fer Saw la seva pròxima gran franquícia de survival horror, encara que els plans per a una seqüela s'han discutit

## Banda sonora
Saw: Original Motion Picture Soundtrack és la banda sonora de la pel·lícula, amb el mateix nom, llançada el 5 d'octubre sota el segell Koch.

### Cançons
1. "Stürm" – Front Line Assembly
2. "Hello, Adam"
3. "Bite the Hand That Bleeds" – Fear Factory
4. "Last I Heard"
5. "Action" – Enemy
6. "Reverse Beartrap"
7. "You Make Me Feel So Dead" – Pitbull Daycare
8. "X Marks the Spot"
9. "Wonderful World" – Psychopomps
10. "Cigarette"
11. "We're Out of Time"
12. "Fuck This Shit"
13. "Hello Zepp"
14. "Zepp Overture"

### Original Score
1. Tape Deck - 1:47
2. Name/Clock/Play - 2:38
3. Hello, Mark - 1:39
4. Reverse Beartrap - 1:39
5. Are You Daddy? - 0:53
6. Drill & Trap - 1:00
7. X Marks - 1:05
8. Cigarette - 1:05
9. Out of Time - 1:34
10. Tapp & Zepp - 2:16
11. Fuck This Shit A - 1:54
12. Fuck This Shit B - 3:08
13. Zepp Overture - 2:40
14. The Rules - 0:33
15. Be Alright - 1:40
16. Hello Zepp - 3:02

## Saga
- Saw (curtmetratge 2003) (2003)
- Saw II
- Saw III
- Saw IV
- Saw V
- Saw VI
- Saw VII
- Saga Saw